# Digitalia
Digitalia é um festival e congresso internacional de música e cultura digital que acontece em Salvador desde 2012. O festival, sem fins lucrativo, funciona como uma plataforma livre para músicos e artistas performáticos de diversos lugares do país e do mundo. Paralelo ao festival, o congresso assume uma estrutura livre congregando profissionais, pesquisadores, acadêmicos e sociedade civil no trato de temas sensíveis à música e a cultura digital.

## Histórico

### Edições

#### Primeira edição
A primeira edição do festival aconteceu entre os dias 30 de janeiro e 3 de fevereiro de 2012 em diversos lugares de Salvador. Entre os convidados estavam o cantor e ex-ministro da cultura Gilberto Gil, que realizou uma conferência sobre o cenário musical e digital, o rapper Criolo e o grupo britânico Stomp, que fizeram o show de encerramento na Concha Acústica do Teatro Castro Alves, cujos ingressos foram trocados por livros visando a implantação de uma biblioteca comunitária no bairro de Nordeste de Amaralina em Salvador.

#### Segunda edição
A segunda edição do festival aconteceu entre os dias 1 e 5 de fevereiro de 2013 em diversos lugares de Salvador. Entre os convidados estavam o cantor Gilberto Gil, em sua segunda participação em conferência, o crítico de música pop do The New York Times Jon Pareles e o músico e compositor Fausto Fawcett. Encerrando o show na Concha Acústica do Teatro Castro Alves estavam o rapper Emicida, que também participou da conferência, e o rapper Rael da Rima.

#### Digitalia_campus_hacker
Em 15 de fevereiro de 2014, o Digitalia foi realizado com o nome digitalia_campus_hacker, nas dependências da Universidade Federal da Bahia. Contou com o  MicroTrio de Ivan Huol, um trio-elétrico de pequenas proporções, o projeto RetroFolia do grupo Retrofoguetes, o trio de rapper baiano Opanijé, além do Coletivo Xaréu e os Djs Môpa e BigBross. Em 11 de julho de 2015, o digitalia_campus_hacker colocou em pauta o Marco Civil da Internet, trazendo como convidado o deputado federal Alessandro Molon, relator do projeto de lei do Marco Civil. Entre 2016 e 2018 não houve atividade relacionada ao Digitalia.

#### Terceira edição
A terceira edição do festival aconteceu entre os dias 30 de janeiro e 3 de fevereiro de 2019, com tema em homenagem à Tropicalia. O Digitalia promoveu workshops, debates, exposição, shows e diálogos sobre cultura. A conferência e o show de encerramento aconteceram na Concha Acústica do Teatro Castro Alves. A conferência teve a participação de Gilberto Gil, Russo Passapusso (BaianaSystem), Dríade Aguar (Mídia Ninja), Sergio Amadeu (UFABC), André Lemos (UFBA) e Messias Bandeira (UFBA), que debateram aspectos da cultura digital no país. A abertura ficou por conta do VJ Gabiru e o projeto Ludotecnia. Na sequência, a banda Afrocidade e o rapper Edgar fizeram o show de encerramento..  